# Linia kolejowa Komnino – Smołdzino
Linia kolejowa Komnino – Smołdzino – obecnie nieistniejąca linia kolejowa na terenie dzisiejszego województwa pomorskiego. Łączyła Komnino ze Smołdzinem. Początkowo jej część była linią kolei wąskotorowej, następnie została przedłużona i przekuta na rozstaw normalnotorowy. Linia miała 14,22 km długości.

## Historia
Pierwszy odcinek linii powstał w 1902 roku i łączył Siecie-Wierzchocino ze Smołdzinem. Była to kolej wąskotorowa z jednym torem o rozstawie 750 mm. Była to część dłuższej linii do Żelkowa.
W 1913 przekuto kolej wątkotorową na normalny rozstaw 1435 mm. Przy okazji tego zamknięto odcinek Siecie-Wierzchocino – Źelkowo. W tym samym roku, w grudniu, otwarto pozostałą część linii od Siecia do Komnina.
Ruch na linii zawieszono 23 lutego 1945. W tym samym roku linię całkowicie zlikwidowano.

## Przebieg
Na linii znajdowały się następujące stacje i przystanki:
- Komnino
- Czysta
- Gardna Wielka
- Stojcino
- Siecie
- Wierzchocino
- Smołdzino

W latach 1902 – 1935 zamiast stacji Siecie istniała stacja Siecie-Wierzchocino, znajdująca się około 400 m w stronę Komnina.